# Temoaya
Temoaya est une municipalité de l'État de Mexico, au Mexique. Elle couvre une superficie de 199,63 km2 et compte 103 834 habitants en 2015.